# 안창남
안창남(安昌男, 1901년 1월 29일 ~ 1930년 4월 2일)은 한국의 비행사이자 독립운동가이다.

## 생애
본관은 순흥이며, 한성부 출신으로, 3·1 운동 직후에 휘문의숙을 다니다가 중퇴하고 일본으로 건너갔다. 휘문의숙 시절 아트 스미스(Art Smith)의 곡예 비행을 보고 비행사가 되고 싶었기 때문이라고 한다.
일본 오사카시 니시구 자동차 학교 전수과에서 2개월간 자동차 운전을 배운 뒤, 1920년 봄에 오구리 비행학교에 입학하여 비행기 제조법에 이어 조종술을 공부해 비행기 조종사가 되었다. 비행학교의 이수 과정은 6개월이었고, 학과 교육인 비행보다는 기술교육에 치중했기 때문에 6개월 과정만 거치면 조종간을 잡을 수 있었다.
그러나 조종사가 되려면 비행학교 수료가 아닌 면허시험에 합격해야 했는데, 안창남이 학교를 졸업한 1920년 11월에는 자격 규정이 없었고, 이듬해인 1921년 4월 25일에야 그 규정이 정해졌다. 1921년 5월 일본 최초로 치러진 비행사 자격시험에서 합격하여 비행사가 된다.
시험 방법은 세 가지로 원거리 비행(도쿄-마쓰에), 2천 미터 상공에서 한 시간 머물기, 5백 미터 상공에서부터 엔진을 끄고 활공으로 착륙하기였다. 17명이 응시하였고, 한국인은 안창남이 유일하였으며, 합격자는 2명 가운데 안창남이 수석이었다. 1922년에는 도쿄와 오사카간 우편대회 비행에 참가하여 최우수상을 받았다.
1922년 《동아일보》에서 성금을 모아 그를 초청하자 한국으로 일시 귀국하여 그해 12월 10일 한국 지도를 그려넣은 그의 애기(愛機) 금강호(金剛號)를 타고 모국방문 비행을 하였다. 자전거의 엄복동과 함께 묶어 “떴다 보아라 안창남 비행기 내려다 보아라 엄복동 자전거”라는 노랫말이나 “날개로는 안창남, 수레로는 엄복동, 다리로는 현금녀” 등 다양한 유행어가 생길 만큼 유명해졌다.
그날 여의도 백사장에서 비행을 보러 온 사람은 5만 명에 달했으며, 그 가운데 학생은 1만 명이었다. 지방에서 몰려드는 사람을 위해 남대문역에서는 하루 4회의 임시 열차를 할인으로 운행했다.
날씨가 영하에다 바람이 세차게 불어 주최 측은 비행을 만류했지만, 안창남은 군중을 보라면서 비행에 나섰다. 이날 그가 비행한 시간은 첫 번째는 13분, 두 번째는 5분이었다. 당시 신문 기사에서는 “꿈인 듯 생시인 듯 어쩔 줄 모르고 황홀”했다고 보도했다.
1923년 간토 대지진 이후 귀국하였으며 1924년 중국으로 망명하여 중국군 소속으로 근무한 바 있고, 조선청년동맹에 가입하여 독립 운동에 뛰어들었다. 여운형의 주선으로 산시성으로 옮겨가 비행학교 교장으로 비행사를 양성했다. 이 무렵 대한독립공명단이라는 비밀 항일조직을 결성했고, 이 단체는 항일 비행학교 건설을 위해 활동하였다고 알려져 있다.
1930년 비행 중 엔진결함으로 인한 추락사고로 사망했다. 그 당시에는 비행기 성능과 제조 기술이 상상할 수 없을 정도로 좋지 않았다.
사후 그의 유해는 타이위안시에 매장했으나 문화대혁명이 벌어지면서 1965년까진 묘지가 남아있었으나 홍위병들의 공격으로 파괴되면서 묘지는 물론이고 유해도 유실되었다.
중국에서 독립 운동에 참가한 공로를 인정받아 2001년 건국훈장 애국장이 추서되었다. 그러나 미혼인 채로 사망하여 후손을 찾지못해 훈장은 정부에서 보관하고 있다.

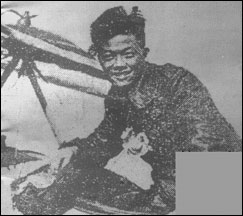

## 한국 최초 논란
한국 최초의 비행사로도 널리 알려졌으나, 대한민국 임시정부의 독립운동가 노백린이 미국에서 길러낸 한국인 비행사들이 안창남보다 1년가량 먼저 비행사가 되었기 때문에 한국인 최초는 아니라고 밝혀졌다. 그러나 여전히 한국 상공에서 비행한 최초의 한국인 비행사이다.
대한민국 임시정부에서 발행한 《독립신문》 1919년 4월 17일자 기사에서 당시 대한임시정부의 군무장관(국방장관) 노백린이 “앞으로의 승리는 하늘을 지배하는 자에게 있다.”라는 연설을 하고 미국으로 건너가 1920년 2월 20일에 캘리포니아주의 월로우드에 비행사 양성소를 설립했다고 쓰고 있다.
비행사 양성소를 설립하는 데 크게 공헌한 사람으로는 김종림, 곽임대 등이 있으며, 그밖에도 많은 해외 동포가 물심양면 지원하였는데, 특히 농장주 김종림은 ‘비행사 양성소’ 설립 자금으로 현금 3만 달러, 비행장 건축, 항공기 연로 등 모든 기구와 시설에 대해서 지원하였다. 그가 내놓은 돈으로 비행기 2대와 미국인 기술자 1명, 한국인 교수진 6명의 지도 인력을 갖추었고, 학생은 19명이었으나, 월로우드 비행사 양성소가 그 뒤 문을 닫게 되어 졸업생은 없다.
한국인 교수진 6명은 이용선, 이초, 오임하, 이용근, 한장호, 장병훈이며, 이들은 《독립신문》 1920년 2월 5일자에서 이들 6명이 수직꼬리날개에 태극마크가 선명한 항공기 앞에 서서 찍은 사진과 함께 “대한이 처음으로 가지는 비행가 6인”이라는 제하의 기사를 실었다. 그들은 1920년 2월에 캘리포니아 래드우드 비행학교를 수료하였다.

## 같이 보기
- 권기옥
- 서왈보

## 참고자료
- 안창남 : 독립유공자 공훈록 - 국가보훈처
- KBS (2011년 1월 27일). 《떴다 보아라 안창남 - 창공에 펼친 조선 독립의 꿈》. 서울. |title=에 외부 링크가 있음 (도움말)